# خان‌تختی
خان‌تختی، روستایی است از توابع بخش مرکزی شهرستان سلماس استان آذربایجان غربی ایران. سنگ‌نگاره‌ای ساسانی در نزدیکی این روستا وجود دارد.

## جمعیت
این روستا در دهستان کنارپروژ قرار داشته و بر اساس سرشماری سال ۱۳۸۵ جمعیت آن ۴۱۹نفر (۱۱۴ خانوار) 
بوده است.